# Lagtävling i nordisk kombination vid olympiska vinterspelen 2014
Lagtävling i nordisk kombination vid olympiska vinterspelen 2014 hölls vid anläggningen RusSki Gorki Jumping Center, i Krasnaja Poljana, Ryssland, den 20 februari 2014.